# Tráma
A tráma a mikológiában a bazídiumos gombák termőtestének meghatározott helyén kialakuló egy sejtsoros termőréteget, a himéniumot viselő vázat jelenti. Szerkezete az egyik legfontosabb bélyeg a gombák felismerésében, mivel magának a termőrétegnek a felépítése nem látható szabad szemmel, a tráma típusa viszont általában igen.

## Leírása
A bazídiumos gombák között jelentős különbségek vannak termőtestük trámájának felépítésében. A kalaposgombák trámája többnyire védetten helyezkedik el, és bonyolult szerkezete nagy felületet biztosít a termőréteg kifejlődéséhez, a minél több spóra termeléséhez. A leggyakoribb típusnál a himénium a kalap alján lévő lemezek felszínét borítja, tehát a tráma lemezes (például csiperkefélék (Agaricaceae), pereszkefélék (Tricholomataceae)). A tráma azonban lehet ráncos (rókagombák (Cantharellus)), csöves (tinórualkatúak (Boletales), taplóalakúak (Polyporales)) vagy tüskés szerkezetű (gerebengomba-félék (Hydnaceae)), sőt sima is (trombitagombák (Craterellus)). A gömbszerű termőtesteket fejlesztő pöfeteggombáknak (Lycoperdaceae) nem a termőtest felszínén, hanem annak belsejében fejlődik ki a trámája (gaszterális termőtest).
A trámatípus egyes rendeken, családokon, nemzetségeken belül hasonló, vannak azonban olyan gombacsoportok is, amelyekben többféle trámatípus is keveredik (Polyporales). Előfordulnak olyan ritka esetek is, amikor még egy fajon belül is léteznek átmeneti formák a lemezes és csöves trámatípus között: rózsás egyrétűtapló (Daedaleopsis confragosa). A tráma tehát nem egyértelmű bélyeg a rendszertani rokonság bizonyítására, de a fajok felismerésében az egyik legjobban használható jellemző.
A tömlősgombák esetében nem beszélünk trámáról: itt a termőtest (apotécium) belső oldalát borítja a himénium.

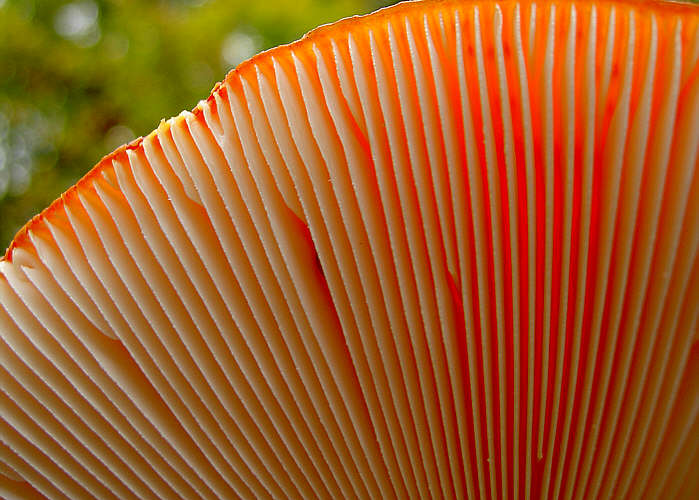
lemezes tráma légyölő galóca
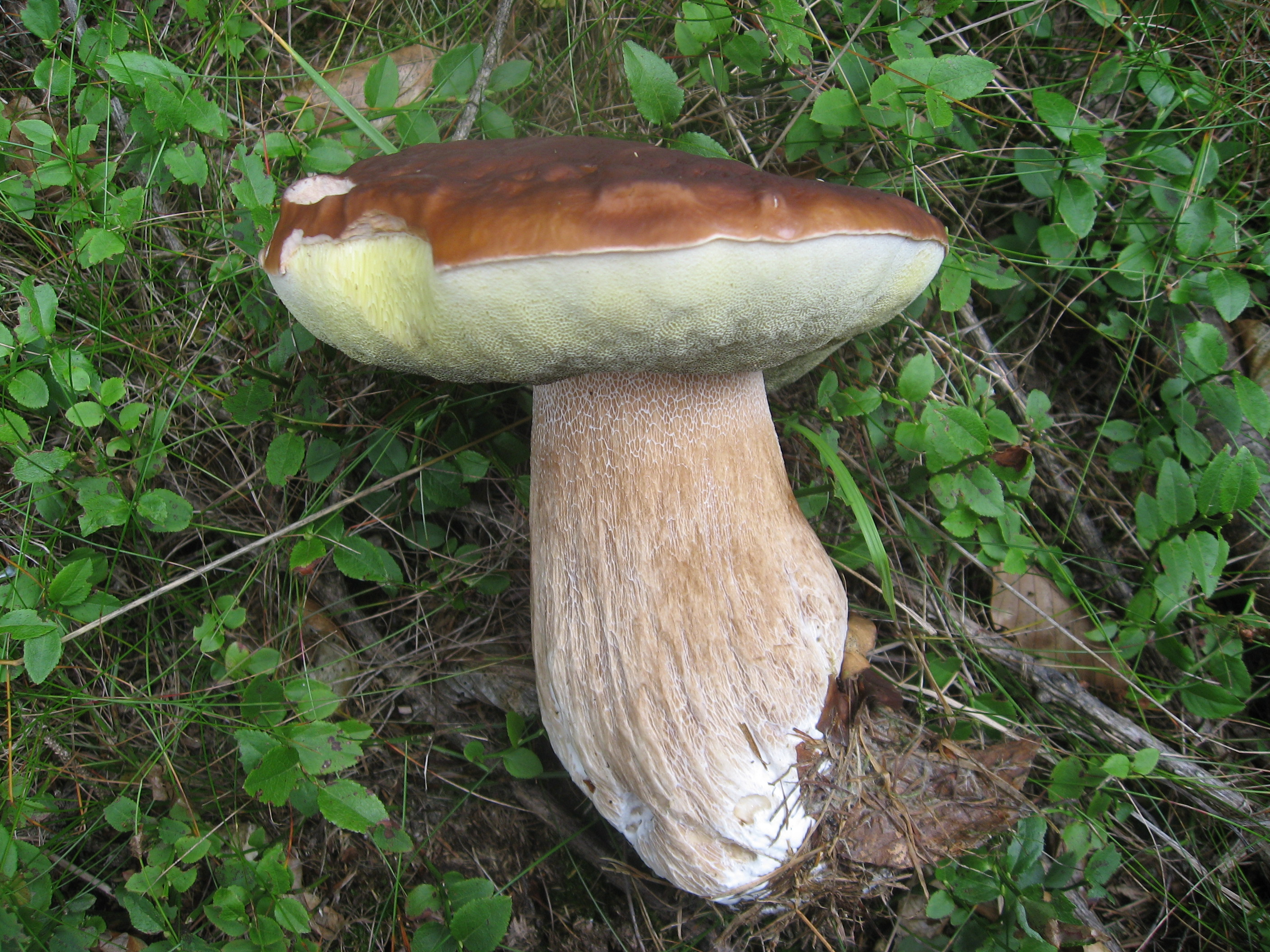
csöves tráma ízletes vargánya
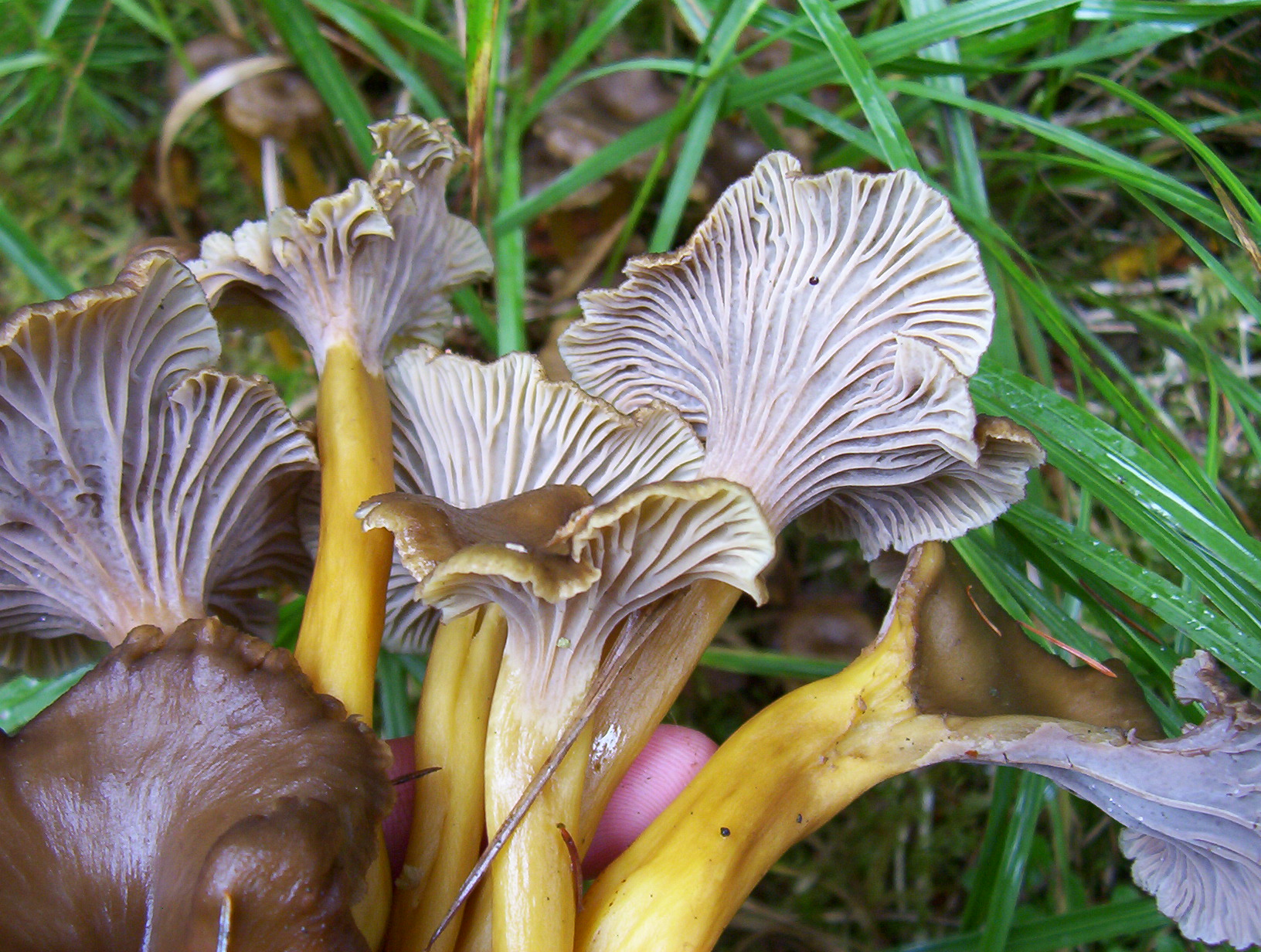
ráncos-eres tráma tölcséres rókagomba
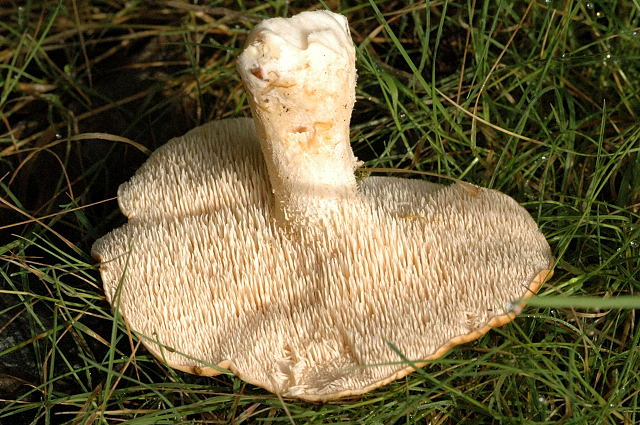
tüskés tráma sárgásvörös gereben
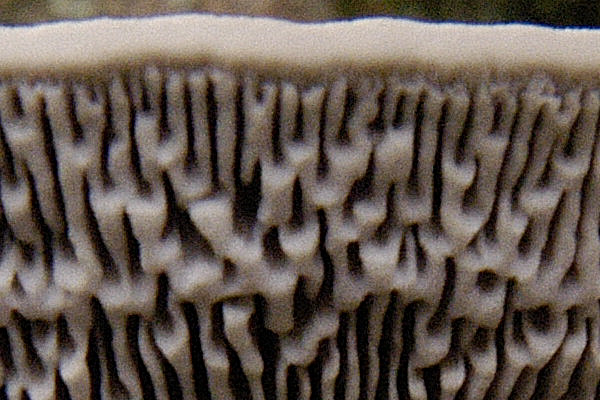
átmenet a lemezes és a csöves tráma között rózsás egyrétűtapló
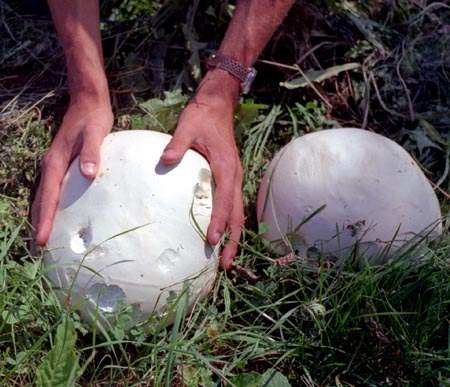
gaszterális termőtest belső trámával óriáspöfeteg
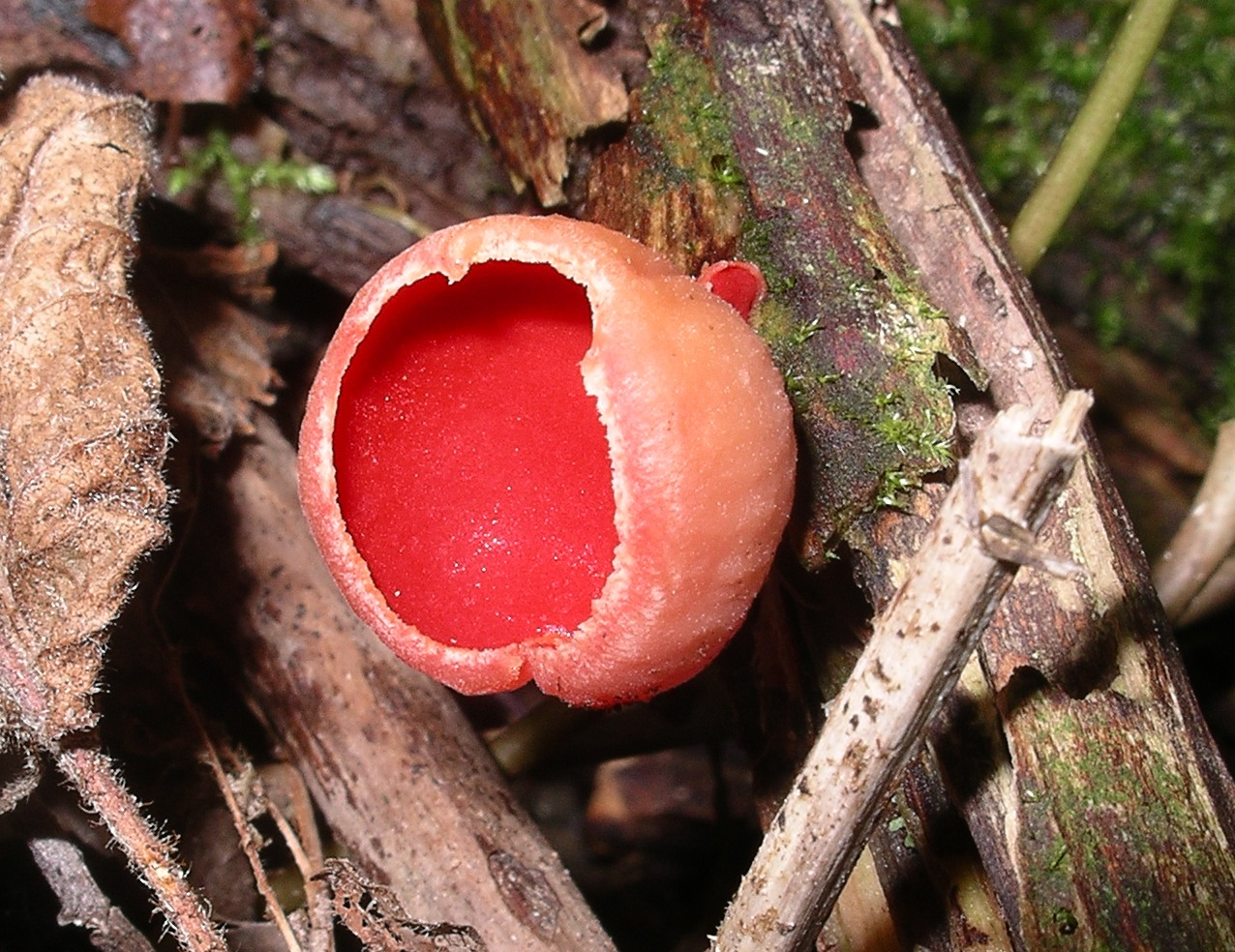
apotécium osztrák csészegomba